# Раковец (община Боговине)
 Тази статия е за положкото село.  За велешкото вижте Раковец (община Чашка).  
Раковец, още Раковци или Раковце (на македонска литературна норма: Раковец; на албански: Rakovci, Раковци), е село в Северна Македония, в община Боговине, разположено в областта Горни Полог.

## История
Според Афанасий Селишчев в 1929 година Раковце е село в Бървенишка община (с център в Жеровяне) в Долноположкия срез и има 73 къщи с 369 жители албанци.
Според преброяването от 2002 година селото има 811 жители.
| Националност | Всичко |
| македонци    | 0      |
| албанци      | 807    |
| турци        | 0      |
| роми         | 0      |
| власи        | 0      |
| сърби        | 0      |
| бошняци      | 0      |
| други        | 4      |

## Личности
Родени в Раковец
- Иджет Мемети (р.1961), юрист от Северна Македония, конституционен съдия, омбудсман